# Complicanza
Una complicanza (o complicazione), in medicina, è un'evoluzione o conseguenza sfavorevole di una malattia, di una condizione di salute o di una terapia. La malattia può peggiorare nella sua gravità o mostrare un numero maggiore di segni, sintomi, diventare diffusa in tutto il corpo o influenzare altri sistemi od organi. Una complicanza in alcuni casi può anche identificarsi con una nuova malattia che appare in conseguenza di una malattia preesistente.
Ogni tipo di trattamento in medicina, sia farmacologico che chirurgico, può produrre effetti avversi o causare al paziente nuovi problemi di salute. Pertanto, una complicazione può essere iatrogena (parola composta derivante dal greco: iatros medico e genos che è nato, cioè letteralmente causato dal medico).
Quando in medicina si attua una procedura o un trattamento, le nozioni mediche acquisite su quella malattia e le sue possibili terapie comportano la conoscenza delle complicanze più ricorrenti. In altre parole gli studi scientifici effettuati fanno sì che le complicanze più comuni siano note e attese, in modo che possano essere prevenute, o al loro manifestarsi, riconosciute ed affrontate più facilmente e rapidamente. 
Le complicanze possono presentarsi più facilmente se il paziente mostra determinati fattori di rischio, ad esempio età avanzata, condizioni generali di salute precarie, cattivo stato di nutrizione, depressione del sistema immunitario ecc. Le complicanze influenzano sempre negativamente la prognosi di una malattia. In ambito chirurgico le procedure mediche non invasive e minimamente invasive di solito comportano un minor numero di complicanze (ed una loro minor gravità) rispetto alle procedure interventistiche più invasive e demolitive.
Bisogna prestare attenzione a non confondere le complicanze con le comorbilità: queste ultime sono disturbi che si presentano temporalmente in concomitanza con un'altra malattia, ma non sono da essa causate. Questa linea concettuale di divisione è a volte offuscata dalla complessità dei rapporti di causalità o dalla mancanza di informazioni/dati scientifici certi su di essa. Il termine complicanza e sequela (letteralmente una serie consecutiva di cose e fatti analoghi) sono spesso utilizzati come sinonimi. Esistono in realtà lievi sfumature di significato in quanto la complicanza comporta che la condizione di salute risultante vada a complicare la gestione della condizione causale iniziale, ovvero ne rende più complessa e impegnativa la gestione ed il trattamento.

## Esempi di complicanza
- Una sepsi (ovvero un'infezione generalizzata) può verificarsi come complicazione di una ferita infetta, di un ascesso, così come di un'infezione delle vie urinarie o di una polmonite.
- Lo shock anafilattico può essere una reazione a diversi tipi di trattamento farmacologico, ad esempio all'assunzione di anestetici per affrontare un intervento chirurgico.
- La frattura costale (di una più costole) e la frattura dello sterno può essere una complicanza di un tentativo di rianimazione cardio-polmonare ed è più frequente se il paziente da rianimare è anziano e/o affetto da grave osteoporosi.
- La febbre puerperale può essere una complicanza comune del parto e un tempo, prima dell'avvento degli antisettici e degli antibiotici, era solita portare a morte un’elevata percentuale di madri.
- Il diabete mellito è una malattia che in uno stadio avanzato o più grave può presentare tutta una serie di note e gravi complicanze (ad esempio gangrena, piede diabetico, cecità, insufficienza renale cronica, infezioni, ecc.
- Trombosi di un’arteria coronaria o di un’arteria cerebrale (che comportano rispettivamente un infarto miocardico acuto  o un infarto cerebrale) possono essere complicanze di disturbi della coagulazione del sangue, endocardite, impianto di una protesi valvolare cardiaca, fibrillazione atriale.
- L’encefalopatia di Wernicke e la sindrome di Korsakoff rappresentano una possibile complicanza dell’alcolismo e della cirrosi epatica.
- Il ritardo mentale è una complicanza comune dell'idrocefalo non trattato.
- La disfunzione erettile e l’incontinenza urinaria sono note sequele della prostatectomia.[1]
- Il suicidio è una complicazione comune di molti disturbi e condizioni psichiatriche che influenzano in modo consistente e negativo la vita di una persona (ad esempio il disturbo depressivo maggiore, la schizofrenia o l'abuso di sostanze. Notevoli sono anche le complicanze (ad esempio aritmie cardiache) legate a trattamenti e farmaci psichiatrici.[2]
- Le complicanze legate all'utilizzo di farmaci sono varie e di osservazione comune, in particolare nei pazienti seguiti ambulatorialmente.[3]

## La complicanza in ambito giuridico
Viene definita complicanza un evento anomalo, cioè una difficoltà imprevista e imprevedibile che non può essere addebitata ad una condotta colposa del medico (ad esempio a imperizia, imprudenza o negligenza). In altre parole la complicanza tende ad essere considerata come un fattore di esclusione della colpa. Tuttavia il motivo dell’insorgenza della complicanza deve essere però verificato concretamente di caso in caso, in quanto specifici trattamenti o tecniche utilizzate dal medico, così come la mancata osservanza e rispetto dell’ars medica (e delle linee guida) possono comunque configurare una responsabilità ed una colpa. Ne consegue che, pur in presenza di una complicanza nota, in molti casi spetta comunque al medico ed alla struttura presso la quale esercita, il dover fornire la prova della propria condotta diligente.